# Zancleidae
De Zancleidae vormen een familie van neteldieren uit de klasse van de hydroïdpoliepen (Hydrozoa).

## Geslachten
- Halocoryne Hadzi, 1917
- Zanclea Gegenbaur, 1856
- Zanclella Boero & Hewitt, 1992